# Damian Sire
Damián Sire es un programador experto de Google, ponente internacional y profesor universitario uruguayo. Originario de Castillos, un pequeño pueblo de menos de 10.000 habitantes, es la primera persona de su localidad en alcanzar reconocimiento mundial como experto en su campo. Es conocido por su rol como Google Developer Expert, sus contribuciones a la seguridad web y la creación de herramientas de código abierto.

## Trayectoria
En diciembre de 2019, en el marco de la ceremonia de los premios ‘Einstein de Palo’ celebrada en la Facultad de Ciencias, Sire fue galardonado con el premio ‘Wikipedia’. Esta distinción se concede anualmente al estudiante que ha demostrado el más vasto conocimiento a lo largo del año.
En febrero de 2020, mientras era estudiante de la Facultad de Ingeniería, Sire identificó una importante falla de seguridad en el sistema de la Universidad de la República (Udelar). La vulnerabilidad exponía los datos personales de estudiantes, egresados, docentes y funcionarios de la institución. Entre los datos expuestos estaban la direccion donde vivian, el numero de celular, su cedula y otros datos. Su acción previno una filtración masiva de datos.
El caso motivó la intervención de Presidencia, que solicitó a la universidad implementar una solución de seguridad de nivel bancario.
El descubrimiento y la subsiguiente corrección del fallo de seguridad captaron la atención a nivel nacional, generando una importante repercusión en los principales medios de comunicación del país. La noticia fue cubierta por portales como El País, El Observador subrayado, telemundo y la agencia de noticias UyPress, que informaron sobre el alcance de la vulnerabilidad y las medidas tomadas por la universidad.
Durante la Pandemia de COVID-19 en 2021, desarrolló y lanzó FingOnline, una plataforma destinada a facilitar la cursada virtual en la Facultad de Ingeniería. Aunque fue cerrada tiempo después debido a controversias con el uso de foros anónimos por parte de los estudiantes, la plataforma demostró el impacto de las herramientas colaborativas en el ámbito educativo, superando los 3000 usuarios al día.
En 2021, tras el cese de operaciones de la plataforma FingOnline, liberó el código fuente del proyecto bajo una licencia de código abierto para permitir su acceso y replicación por parte de la comunidad de desarrolladores. 
Posteriormente, fue elegido como Auth0 Ambassador en reconocimiento a sus contribuciones al código abierto y a la comunidad técnica.
En el ámbito académico, fue profesor del curso de Introducción a la Computación Gráfica Multimedia en la Facultad de Ingeniería de la Universidad de la República durante 2021.
En 2023, Sire creó talk-engagement-tool, una herramienta de código abierto que permite a los educadores crear clases y presentaciones interactivas. Rechazó una oferta de compra por 100.000 dólares para publicar el proyecto de forma gratuita y libre en GitHub.
En 2024, fue oficialmente reconocido como Google Developer Expert (GDE) en web por su pericia y sus contribuciones a la comunidad de desarrolladores.
Posteriormente comenzó un viaje por todo el mundo con el apoyo y financiamiento de Google, participando como ponente en eventos tecnológicos en más de 30 países. Entre sus actividades más destacadas se encuentran:
- Honduras: Fue profesor invitado en la CEUTEC, donde impartió clases de programación avanzada y evaluó defensas de tesis finales. Luego recorrió Honduras, participando en eventos tecnológicos y en diversos proyectos de programación en ciudades como Tegucigalpa, Santa Barbara, Choluteca, Roatan y otras.

- Brasil: Fue ponente en el LATAM Google for Developers Summit, un evento celebrado en las oficinas de Google en São Paulo y dirigido a los líderes de las comunidades de desarrolladores de Google en América Latina.[6]
- Japon, Vietnam y Tailandia: Durante el 2025 ha participado activamente en la escena tecnológica de Japón, Vietnam y Tailandia, involucrándose en eventos y comunidades de desarrolladores en diversas ciudades, entre las que se incluyen Tokio, Osaka, Chiang Mai y Hanoi.

En 2025, su proyecto "ChatGDE", co-desarrollado con el GDE Konstantinos Kechagias, fue presentado durante el GDE Summit en el marco del evento Google I/O. La presentación se realizó ante expertos de Google a nivel mundial.

## Canal de Youtube
Sire también es un activo divulgador de conocimiento a través de su canal de YouTube, "Damián Sire Desarrollo". En su primer año, el canal superó los 30.000 suscriptores y el millón de visualizaciones, convirtiéndose en un recurso popular para aprender sobre programación en español.

## Reconocimientos
En 2019, en el marco de la ceremonia de los premios Einstein de Palo celebrada en la Facultad de Ciencias, Sire fue galardonado con el premio ‘Wikipedia’. Esta distinción se concede anualmente al estudiante que ha demostrado el más vasto conocimiento a lo largo del año.
En 2020, Sire fue reconocido por el observador como uno de los tres estudiantes universitarios que colaboraron en el fortalecimiento de la seguridad informática del Estado.
En 2021, fue elegido Auth0 Ambassador en reconocimiento a sus contribuciones al código abierto y a la comunidad técnica.
En 2023, su charla "Cómo funcionan los navegadores" fue seleccionada como una de las "charlas estrella" de Nerdearla 2023.
En 2024, fue oficialmente reconocido como Google Developer Expert (GDE) en web por su pericia y sus contribuciones a la comunidad de desarrolladores.
En 2025, su proyecto "ChatGDE", co-desarrollado con el GDE Konstantinos Kechagias, fue presentado durante el GDE Summit en el marco del evento Google I/O. La presentación se realizó ante expertos de Google a nivel mundial.